# Valentino Picone
Valentino Picone (Palermo, 23 marzo 1971) è un comico, attore, cabarettista, conduttore televisivo, sceneggiatore e regista italiano, membro del duo comico Ficarra e Picone.

## Biografia
Cresciuto a Misilmeri (PA), ha frequentato il liceo classico Vittorio Emanuele II di Palermo, presso il quale fu anche alunno di padre Pino Puglisi, il presbitero ucciso da Cosa nostra. Si è in seguito laureato in Giurisprudenza. Dopo la laurea decise di assecondare la sua grande passione per il cinema. Appassionato di Massimo Troisi e Charlie Chaplin ha approfondito i temi della comicità e della cinematografia traendone insegnamento per l'attività di cabarettista prima, attore e conduttore televisivo successivamente. Assieme a Salvo Ficarra, conosciuto nel 1993 in un villaggio turistico, ha creato il duo Ficarra e Picone, con il quale ha partecipato alle trasmissioni Zelig, Zelig Circus, Gnu, L'ottavo nano; dal 2005 il duo conduce, in determinati periodi dell'anno, il tg satirico Striscia la notizia.
Ha debuttato cinematograficamente a 29 anni come comparsa, interpretando un dottore, nel film Chiedimi se sono felice di Aldo, Giovanni e Giacomo. Ha recitato anche come protagonista insieme a Ficarra nei loro film Nati stanchi del 2002, Il 7 e l'8 del 2007, La matassa del 2009, Anche se è amore non si vede del 2011, Andiamo a quel paese del 2014, L'ora legale del 2017 e Il primo Natale del 2019. I due hanno fatto una comparsa anche nel film Baarìa di Giuseppe Tornatore. Ha partecipato al montaggio del film Ore diciotto in punto, collaborando con il regista Giuseppe Gigliorosso ai numerosi tagli necessari per il final cut. Il 26 ottobre 2020 risulta positivo al virus da COVID-19 e viene sostituito temporaneamente alla conduzione di Striscia la Notizia da Cristiano Militello e in seguito da Sergio Friscia; successivamente, lui e Ficarra dichiarano che quella sarebbe stata l'ultima edizione del programma a cui prendono parte, abbandonandolo dopo 15 anni. 

## Televisione
- Seven Show (Europa 7, 1996)
- GNU (Rai 3, 1999)
- Zero a zero (Rai 3, 2000)
- Vuoti a perdere (TELE+, 2000)
- Quelli che il calcio (Rai 2, 2001-2002)
- L'ottavo nano (Rai 2, 2001)
- Zelig (Italia 1, 2001-2003; Canale 5, 2005, 2011, 2014)
- Sanremo Estate (Rai 1, 2002)
- Mai dire Domenica (Italia 1, 2003)
- Ma chi ce lo doveva dire? (Canale 5, 2005)
- Striscia la notizia (Canale 5 2005-2020)
- Mai dire Martedì (Italia 1, 2007)
- Le Rane (Rai 1, 2018)

### Conduttore
- Striscia la notizia (Canale 5, 2005-2020)

### Pubblicità
- Sara Assicurazioni (2005-2007)
- Telecom Italia (2011)

## Filmografia

### Attore

#### Cinema
- Chiedimi se sono felice, regia di Aldo, Giovanni e Giacomo e Massimo Venier (2000)
- Nati stanchi, regia di Dominick Tambasco (2002)
- Il 7 e l'8, regia di Ficarra e Picone e Giambattista Avellino (2007)
- La matassa, regia di Ficarra e Picone e Giambattista Avellino (2009)
- Baarìa, regia di Giuseppe Tornatore (2009)
- Femmine contro maschi, regia di Fausto Brizzi (2011)
- Anche se è amore non si vede, regia di Salvatore Ficarra e Valentino Picone (2011)
- Belluscone - Una storia siciliana, regia di Franco Maresco (2014)
- Andiamo a quel paese, regia di Salvatore Ficarra e Valentino Picone (2014)
- Fuga da Reuma Park, regia di Aldo, Giovanni e Giacomo e Morgan Bertacca (2016)
- L'ora legale, regia di Salvatore Ficarra e Valentino Picone (2017)
- Il primo Natale, regia di Salvatore Ficarra e Valentino Picone (2019)
- Incastrati, regia di Ficarra e Picone - serie TV, 12 episodi (2022-2023)[7]
- La stranezza, regia di Roberto Andò (2022)
- Il mio amico Massimo, regia di Alessandro Bencivenga – docufilm (2022)
- Laggiù qualcuno mi ama, regia di Mario Martone (2023) - documentario
- Santocielo, regia di Francesco Amato (2023)
- L’abbaglio, regia di Roberto Andò (2025)

### Sceneggiatore
- Nati stanchi, regia di Dominick Tambasco (2001)
- Il 7 e l'8, regia di Ficarra e Picone e Giambattista Avellino (2007)
- La matassa, regia di Ficarra e Picone e Giambattista Avellino (2009)
- Anche se è amore non si vede, regia di Salvatore Ficarra e Valentino Picone (2011)
- Andiamo a quel paese, regia di Salvatore Ficarra e Valentino Picone (2014)
- L'ora legale, regia di Salvatore Ficarra e Valentino Picone (2017)
- Il primo Natale, regia di Salvatore Ficarra e Valentino Picone (2019)
- Incastrati, regia di Salvatore Ficarra e Valentino Picone - serie TV, 12 episodi (2022-2023)

### Regista
- Il 7 e l'8, con Salvatore Ficarra e Giambattista Avellino (2007)
- La matassa, con Salvatore Ficarra e Giambattista Avellino (2009)
- Anche se è amore non si vede, con Salvatore Ficarra (2011)
- Andiamo a quel paese, con Salvatore Ficarra (2014)
- L'ora legale, con Salvatore Ficarra (2017)
- Il primo Natale, con Salvatore Ficarra (2019)
- Incastrati, con Salvatore Ficarra - serie TV, 12 episodi (2022-2023)

## Teatro
- Le rane di Aristofane (2017/2018)

## Curiosità
- Giocava a calcio come attaccante nella squadra del Misilmeri, nel campionato italiano di Eccellenza Sicilia.[2]